# 北韓人權法案 (美國)
《北韓人權法案》（North Korean Human Rights Act）是美國一項為幫助北韓難民（脱北者）而設的法律，該法案於2004年10月18日由總統乔治·沃克·布什簽署生效。

## 法案內容
法案讓美國更利於以下列方式向北韓難民提供協助
1. 在北韓境內向北韓人提供人道援助
2. 提供資助予相關私人非牟利機構，向北韓提廣人權、民主、法治，及發展市場經濟
3. 增進北韓境內的資訊流通
4. 向逃出北韓的北韓人（脱北者）提供人道及法律援助

## 其他國家的相關法律與草案
- 日本《北朝鮮人權法》，比較著重在人質綁架議題
- 《朝鮮人權法》
- 臺灣《中國人權法草案》